# Sean Hood

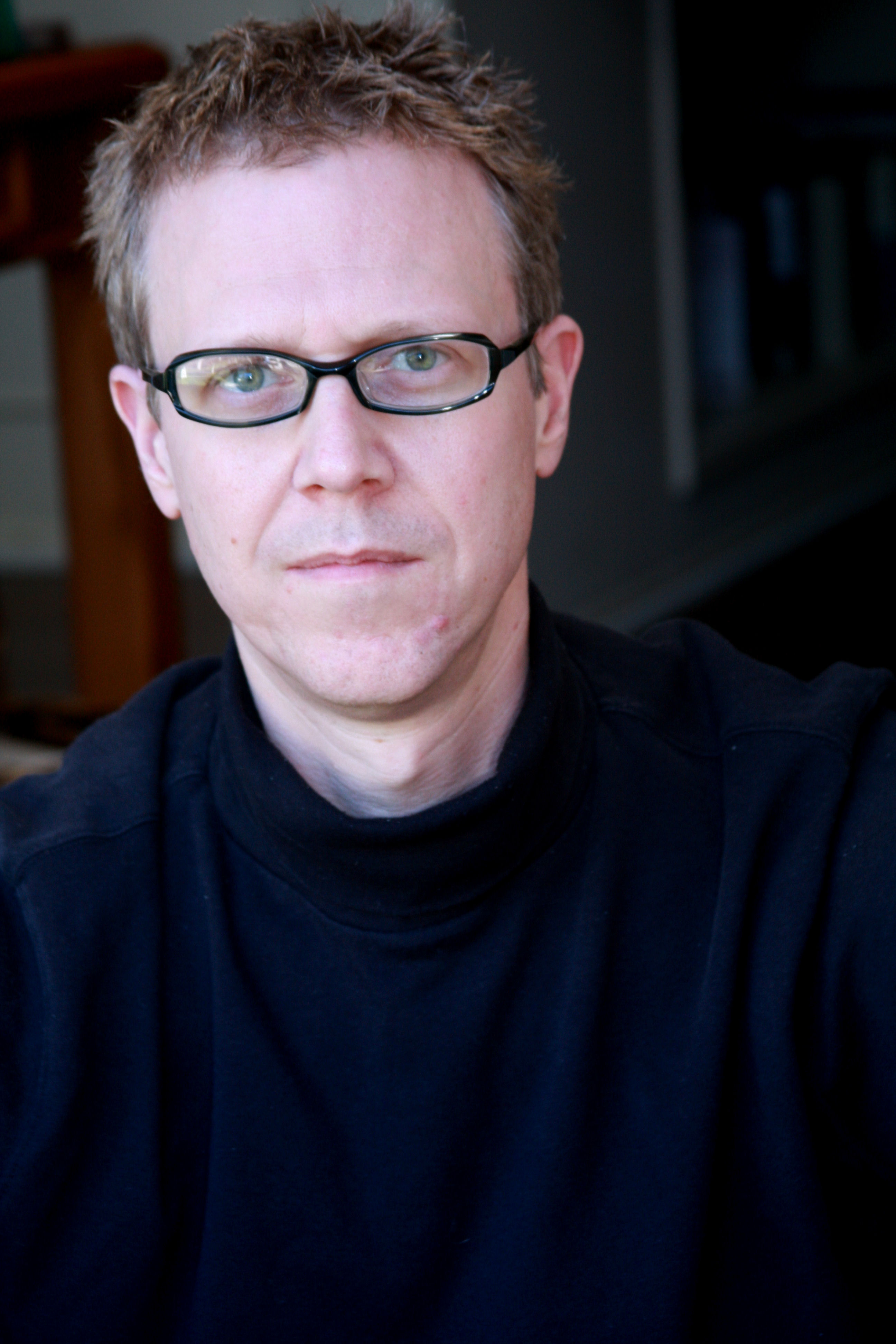

Sean Hood (* 13. August 1966 in Milwaukee, Wisconsin, Vereinigte Staaten) ist ein US-amerikanischer Drehbuchautor.
Seine Karriere im Filmgeschäft begann er als Requisiteur zu Beginn der 1990er Jahre. Im Jahr 1998 gab er mit dem Kurzfilm The Shy and the Naked sein Debüt als Regisseur und Drehbuchautor. 2003 und 2008 drehte er jeweils einen weiteren Kurzfilm.  Zudem verfasste er verschiedene Drehbücher.

## Filmografie (Auswahl)
- 2002: Halloween: Resurrection
- 2002: Cube 2: Hypercube
- 2005: The Crow – Wicked Prayer
- 2011: Conan
- 2014: The Legend of Hercules